# 큰다닥냉이
큰다닥냉이(문화어: 영채)는 배추과의 두해살이풀이다.

## 분포
아시아(레바논, 사우디아라비아, 시리아, 아랍에미리트, 아프가니스탄, 예멘, 오만, 요르단, 이라크, 이란, 이스라엘, 쿠웨이트, 터키, 파키스탄)와 아프리카(에티오피아, 이집트)가 원산이며, 그 외에도 남아메리카(아르헨티나, 칠레), 북아메리카(미국, 캐나다), 아시아(인도, 일본, 중국), 아프리카(케냐), 오세아니아(뉴질랜드, 오스트레일리아), 태평양(누벨칼레도니) 지역에 분포한다.

#### 재배
전 세계에서 널리 재배된다. 한국에서는 평안도와 함경도의 화전 지대에서 재배한다.

## 특징
줄기 높이는 20~80cm이다. 잎은 어긋나기하고, 잎줄기가 있거나 없고 피침 모양인데 여러 갈래로 갈라진다. 밑부분의 것은 깃 모양으로 갈라지고 윗부분의 것은 선 모양이며 가장자리가 밋밋하다. 5~6월에 흰 꽃이 원줄기 끝과 가지 끝에 달린다. 꽃차례는 총상 꽃차례로 곧고 길며, 꽃잎은 길이 2mm 정도로 6개의 수술 중 4개가 길다. 열매는 긴 타원상 달걀 모양의 각과를 맺는데, 길이 5~6mm로서 끝이 약간 오목하며 위 가장자리에 날개가 있다. 식물 전체에 털이 없으며, 분백이 돈다.

## 쓰임새

### 요리
한국의 관서·관북 지방에서는 큰다닥냉이(영채)로 김치(영채김치)를 담가 먹는다.
서양에서는 큰다닥냉이를 수프나 샐러드에 넣어 먹는다. 순을 먹기도 한다. 씨는 그대로 또는 말려서 향신료로 쓴다.

## 사진 갤러리

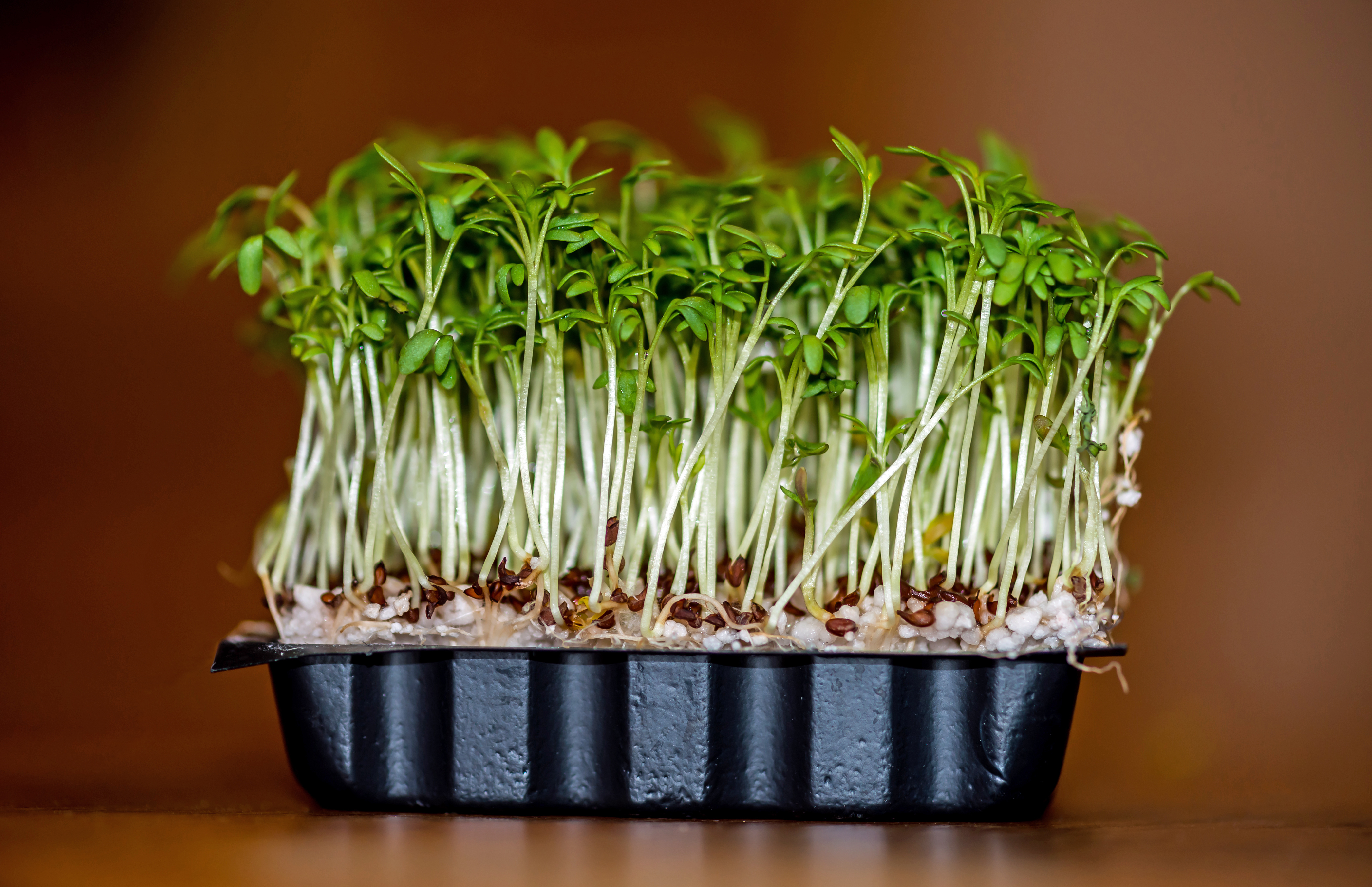
큰다닥냉이 순
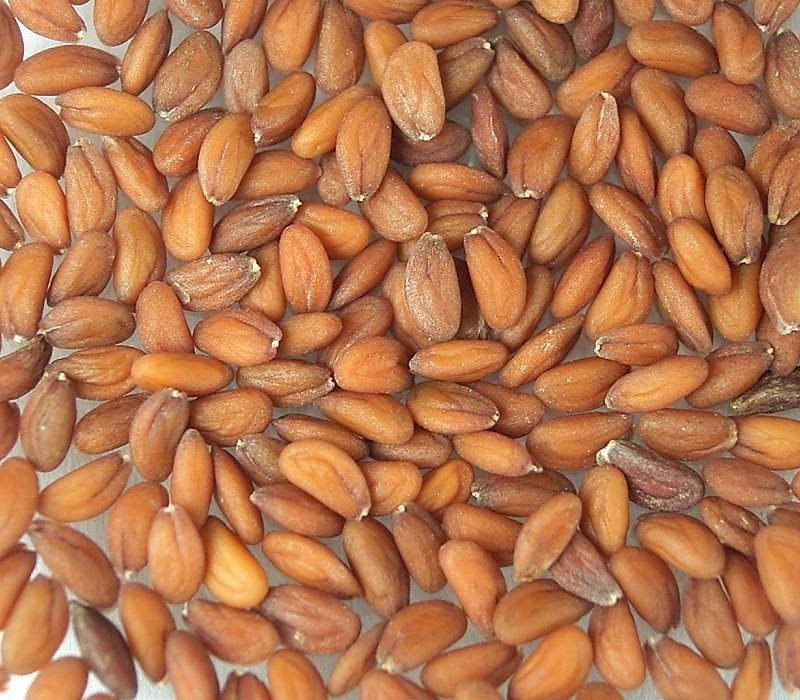
큰다닥냉이 씨

## 같이 보기
- 채소 목록
- 씨
- 물냉이